# BEST 〜second session〜
『BEST 〜second session〜』（ベスト セカンドセッション）は、2006年3月8日に発売された日本の歌手・倖田來未の2枚目のベストアルバム。発売元はrhythm zone。

## 解説
前作『BEST 〜first things〜』からわずか6か月での発売となった。前作に続きミリオンセラーを記録した。
倖田が2005年から2006年にかけて行った12週連続シングルリリースのA面曲12曲にカヴァー曲を含む新曲3曲をアルバム初収録。12週連続シングルリリースにおいてのB面楽曲である「Sweet Kiss」や、両A面であった「Boys♥Girls」、幻の0週目シングルとされる1曲目の「Introduction」のフルバージョンで配信限定楽曲「Get It On」は収録されなかった（「Get It On」は後に「OUT WORKS & COLLABOLATION BEST」に収録された）。

## エピソード
倖田本人は、「自分の知らない間に勝手に発売が決まっていた。本当はこんなものは発売したくなかった。せっかくシングルを買ってくれたファンの皆さんには申し訳ないことをした」と、大阪のローカル番組『ちちんぷいぷい』などで発言した。
音楽評論家の市川哲史は、12週連続シングルリリースについて「倖田來未が昨年（引用者注：2005年）のレコード大賞を獲ったりベスト盤が150万枚以上売れたりと、まさに『流行音楽』最新版のはずなのにもかかわらず、あの時点で実は10万以上売れたヒット曲が1、2曲しかないという、極めて特殊なケースなんですよね。でもって2006年は12週連続シングル・リリースと、代表曲を生む気がない戦略でしょ。まさに日本初の『時価総額』アーティストというか、それこそ音楽が聴こえてこない『流行音楽』こそ、今の時代を象徴してる気がしますね」と評している。

## 発売形態
- LIMITED EDITION(限定生産盤／CD+2DVD)
  - 特典としてボーナストラック収録・撮り下ろしブックレット付き。
  - さらにLIMITED EDITIONのみの特典としてライブDVD付き。
- 通常盤(CD+DVD)
  - ミュージックビデオを収録したDVD付き。
  - 初回生産分のみボーナストラック収録・撮り下ろしブックレット付き。
- 通常盤(CD)
  - 初回生産分のみボーナストラック収録・撮り下ろしブックレット付き。

## 収録曲

### CD
1. Introduction to the second session [1:13]
作曲：
編曲：
インスト曲
下述の連続リリースされたシングルを購入限定として配信された完全未音源『Get It On』のイントロで構成されている。
2. D.D.D. feat. SOULHEAD [4:11]
作詞：SOULHEAD
作曲：SOULHEAD、OCTOPUSSY
編曲：OCTOPUSSY
21stシングル表題曲
3. you [4:46]
作詞：Kumi Koda、Youko Kuzuya
作曲：Yoko Kuzuya
編曲：Toru Watanabe
19thシングル表題曲
4. Candy feat.Mr. Blistah [4:09]
作詞：Kumi Koda、Mr.Blistah
作曲・編曲：Daisuke "D.I" Imai
25thシングル表題曲
5. Shake It Up [4:59]
作詞：Kumi Koda, Hiroshi Ki
作曲：Hiroshi Kim
編曲：INVISIBLE HAND
22ndシングル表題曲
6. feel [4:16]
作詞：Kumi Koda,Hitoshi Shimono
作曲・編曲：Hitoshi Shimono
24thシングル表題曲
7. WIND [4:25]
作詞：Kumi Koda、Kousuke Morimoto
作曲：Kosuke Morimoto
編曲：h-wonder
29thシングル表題曲
8. Love goes like… [4:04]
作詞：Kumi Koda
作曲・編曲：
アルバム唯一の新曲
後にミュージック・ビデオが制作され、ライヴ映像『KODA KUMI LIVE TOUR 2006-2007 〜second session〜』の特典映像に収録された。
9. No Regret [4:24]
作詞：Toru Watanabe
作曲・編曲：h-wonder
26thシングル表題曲
10. Birthday Eve [4:30]
作詞：Kumi Koda
作曲：Kousuke Watanabe
編曲：Toru Watanabe
20thシングル表題曲
11. Lies [5:20]
作詞：Kumi Koda
作曲・編曲：YANAGIMAN
23rdシングル。
12. 今すぐ欲しい [4:31]
作詞・作曲・編曲：DJ HASEBE
27thシングル表題曲
13. KAMEN feat.石井竜也 [5:14]
作詞・作曲：Tatsuya Ishii
編曲：Yoichiro Kakizaki
28thシングル表題曲
14. Someday [4:14]
作詞：Kumi Koda
作曲：Kotaro Enami
編曲：tasuku
30thシングル表題曲
15. A Whole New World KODA KUMI feat. Peabo Bryson
作詞：
作曲：
編曲：
初回盤のみ収録のボーナストラック
ディズニー映画『アラジン』で使用された有名楽曲のカヴァー。ライブ音源をスタジオ風に加工している。

### DVD

#### Disc 2
MUSIC VIDEO
1. you
2. Candy feat.Mr.Blistah
3. 今すぐ欲しい
4. Birthday Eve
5. feel
6. D.D.D. feat.SOULHEAD
7. KAMEN feat.石井竜也
8. WIND
9. Lies
10. No Regret
11. Shake It Up
12. Someday

…and「Wish your happiness & love」
- バラバラに収録されているが、「Wish your happiness & love」ではこの4曲を1つにつなげて収録している。
- 12曲のうち4曲は「you」「feel」「Lies」「Someday」の順に1つのストーリー風になっている。
- 「Candy feat.Mr.Blistah」は「you」に繋がる内容となっており、実際は5曲が1つになっている。

#### Disc 3【LIMITED EDITIONのみ】
LIVE VIDEO from LIVE TOUR 2005 〜first things〜
1. Opening movie at OSAKA
2. Butterfly
3. キューティーハニー
4. Chase
5. Gentle Words
6. Heat feat.MEGARYU
7. Hot Stuff feat. KM-MARKIT
8. Crazy 4 U
9. hands
10. NO TRICKS
11. Rain (Unplugged Version)
12. TAKE BACK
13. m・a・z・e
14. Selfish
15. Promise
16. Star
17. Trust Your Love
18. COME WITH ME
19. real Emotion
20. the meaning of peace
21. flower
22. walk

補足
- LIMITED EDITIONのみに付くライブDVDには、初の全国ツアー「LIVE TOUR 2005〜first things〜」の大阪公演の模様を収録。
- 2006年9月13日に2枚組LIVE DVD『LIVE TOUR 2005〜first things〜-deluxe edition-』として発売された。
  - 本作と同内容のライブ映像に加え、メイキング映像や『BEST〜second session〜』のリリースパーティーなど特典映像を収録。また初回盤は12ページブックレット付きながら、通常盤（2980円）よりも安い2500円のスペシャルプライスで発売されることとなった。

## 収録ライブ映像 (新曲のみ)
- Love goes like...
  - 『KODA KUMI LIVE TOUR 2006-2007 〜second session〜』
    - 『MY NAME IS...』(ファンクラブ限定盤)